# Managua rap
|  | Denne artikel er oprettet af botten PalnaBot ud fra en ekstern database. Den kan derfor have sproglige fejl eller mangler. Denne skabelon kan fjernes efter kontrol af indholdet. |

Managua rap er en film instrueret af Anna-Maria Kantarius, Linda Wassberg.

## Handling
Latinamerikanske rytmer i forventer vi at møde i Mellemamerika, men slet ikke rap. Ikke desto mindre så rapper unge mennesker på livet løs i Managua. Følg med filmholdet rundt i byen og få syn og hørelse for sagen. Mød unge mænd og kvinder, der fortæller deres historie i ord og rap.